# Топливная промышленность России
Топливная промышленность России — это совокупность отраслей промышленности, занятых добычей и переработкой различных видов топлива. Топливная промышленность одна из важнейших отраслей тяжелой промышленности. Роль топлива возрастает с развитием технического прогресса и неразрывно связанных с ним механизации, автоматизации, электрификации и теплофикации производства, обуславливающих интенсивный рост в народном хозяйстве. Горючее вещество, особенно нефть и газ, используются и как сырьё для химической промышленности. Состоит из трех главных отраслей: газовой, нефтяной и угольной. Топливная промышленность является частью топливно-энергетического комплекса Российской Федерации.

## История
В 1913 году общая добыча топлива (в пересчёте на условное) в России составляла 48,2 млн тонн, в том числе дрова более 20 %.
В СССР в итоге успешного выполнения первых пятилеток (1929—1940 годы) общая годовая добыча в 1940 году достигла 238 млн тонн условного топлива. Коренным образом изменилась структура топливной промышленности. Возникла новая отрасль — газовая промышленность. В годы Великой Отечественной войны вражеские войска нанесли огромный ущерб топливной промышленности СССР. За годы 4-й пятилетки (1946—1950 годы) предприятия топливной промышленности были восстановлены, в 1950 году добыча топлива в СССР превысила уровень 1940 года на 31 %. В последующие годы опережающими темпами росли ведущие отрасли топливной промышленности — нефтедобывающая и газовая. Добыча топлива в 1975 году увеличилась по сравнению с 1950 годом в 5 раз.
В 1975 году в СССР было добыто 1,59 млрд тонн условного топлива, в том числе нефти (включая газовый конденсат) — 702 млн тонн, газа — 346 млн тонн, угля — 490 млн тонн, торфа — 16,9 млн тонн, сланцев — 11,7 млн тонн, дров — 23,8 млн тонн.
Добыча нефти в СССР увеличилась в 1975 году по сравнению с 1950 годом в 13 раз и составила 491 млн тонн, СССР по добыче нефти вышел на 1-е место в мире. Нефть добывалась во многих районах СССР: между Волгой и Уралом, в Западной Сибири, в Коми АССР, в Средней Азии и Казахстане, на Северном Кавказе, в Закавказье, на Украине, в Белоруссии и на Дальнем Востоке. Добыча газа в СССР возросла с 3,2 млрд кубометров в 1940 году до 289 млрд кубометров в 1975 году.
С 1958 года по добыче угля СССР стал занимать 1-е место в мире. В 1975 году в СССР было добыто 701 млн тонн угля.
В 2018 сумма от всех налогов и акцизов от нефтегазовой промыш. в бюджет России составили 10,5 трлн р 

В 2019 добыча нефти в России составила 560,2 млн т, а газа 737,59 млрд м³ 
В 2019 добыча угля составила 399 млн т 

## Отрасли промышленности

### Газовая промышленность
Газовая промышленность — самая молодая и быстро развивающаяся отрасль топливной промышленности. Она занимается добычей, транспортировкой, хранением и распределением природного газа. Добыча газа в 2 раза дешевле добычи нефти и в 10-15 раз дешевле добычи угля.
Россия занимает 1-е место в мире по запасам и добыче природного газа и обеспечивает около 20 % его мирового производства. Газовая промышленность обеспечивает более 50 % внутреннего энергопотребления, около 15 % валютной выручки от российского экспорта и около 5 % налоговых поступлений в бюджетную систему России. Газ — наиболее экологически чистый вид топлива. В последнее десятилетие роль газа в России значительно выросла.
На территории России сосредоточено около 1/3 разведанных мировых запасов природного газа, потенциальные запасы которого оцениваются в 160 трлн м3, из них на европейскую часть приходится 11,6 %, а на восточные районы — 84,4 %, на шельф внутренних морей — 0,5 %.
Газ используется на тепловых электростанциях, в коммунальном хозяйстве и в химической промышленности.
Основной район добычи газа в России — северная часть Западно-Сибирской равнины (месторождения Уренгой и Ямбург). Газ добывают в Урало-Поволжском районе (Оренбургское месторождение, в Саратовской области), на Северном Кавказе, в бассейне реки Печоры, в некоторых районах Восточной Сибири, у берегов Сахалина и на шельфе Баренцева и Карского морей.
Транспортировка газа идет по трубопроводам: из Западной Сибири в Европейскую часть России, в страны Центральной, Восточной и Западной Европы. Газопровод проложен по дну Чёрного моря в Турцию (проект «Голубой поток»), действие которого на данный момент временно приостановлено. Осуществляется проект постройки газопровода в Японию (по дну Японского моря) и в Китай (из Ковылкинского месторождения Восточной Сибири).
Свыше 90 % природного газа добывается в Западной Сибири, в том числе 87 % — в Ямало-Ненецком и 4 % — в Ханты-Мансийском автономных округах. Здесь расположены крупнейшие месторождения: Уренгойское, Ямбургское, Заполярное, Медвежье и др. Промышленные запасы природного газа этого региона составляют более 60 % всех ресурсов страны. Среди других газодобывающих территорий выделяются Урал (Оренбургское газоконденсатное месторождение — более 3 % добычи), Северный район (Вуктылское месторождение). Есть ресурсы природного газа в Нижнем Поволжье (Астраханское газоконденсатное месторождение), на Северном Кавказе (Северо-Ставропольское, Кубано-Приазовское месторождения), на Дальнем Востоке (Усть-Вилюйское, Тунгор на о. Сахалин).
Перспективными районами газодобычи считаются шельфовые акватории Арктики и Охотского моря. В Баренцевом и Карском морях открыты газовые супергиганты — Ленинградское, Русановское, Штокмановское месторождения.
Для транспортировки газа в России создана Единая система газоснабжения, включающая разрабатываемые месторождения, сеть газопроводов (143 тыс. км), компрессорных станций, подземных хранилищ и других установок. Действуют крупные системы газоснабжения: Центральная, Поволжская, Уральская, многониточная система Сибирь-Центр.
В газовой промышленности России безраздельно господствует РАО «Газпром» — самая крупная в мире газодобывающая структура, одна из важнейших естественных монополий страны, обеспечивающая 94 % всей добычи российского газа. Главные партнеры «Газпрома»: немецкий «Рургаз» и украинский «Нафтагаз».
В 2009 году добыча природного газа в России (без учёта объёмов сожжённого газа) составила 582 трлн кубометров.

### Нефтяная промышленность
По запасам нефти Россия входит в первую пятерку стран мира, а по добыче занимает 1—3-е места. В настоящее время добыча нефти в России снижается из-за истощения некоторых богатых месторождений, повышения себестоимости добычи нефти, понижение стоимости нефти на рынке, из-за недостатка инвестиций в геолого-разведочные работы.
Основу нефтяной отрасли России составляют девять вертикально-интегрированных нефтегазовых компаний (ВИНК). Они владеют примерно 80,7 % разведанных запасов нефти России и обеспечивают подавляющую часть добычи нефти в стране. В 2009 году доля ВИНК в общероссийской добыче нефти составила 87 %.
Большинство лидеров российской нефтедобычи базируются в Западно-Сибирском НГБ. Ведущие позиции по добыче нефти здесь занимают холдинги «Роснефть», ОАО «Сургутнефтегаз», Группа «ЛУКОЙЛ», ОАО «ТНК-ВР Холдинг». «Роснефть», кроме того, ведёт добычу практически во всех других нефтегазоносных регионах России. Группа «ЛУКОЙЛ» имеет крупные добывающие мощности в ХМАО, Ненецком АО, Коми, Пермском крае и на Северном Кавказе. Остальные ВИНК располагают запасами и добывают нефть, как правило, в одном или двух российских регионах. Нефтедобыча холдинга ОАО «Газпром нефть» сконцентрирована в Ямало-Ненецком , Ханты-Мансийском АО и Томской области.
В 2011 году в России было добыто 511 млн тонн нефти. Это составило около 13 % мирового объёма нефтедобычи.
Основной район добычи нефти — центральная часть Западно-Сибирской равнины. В последнее время возросла роль месторождений, расположенных на морском шельфе (Каспийское, Баренцево и Охотское моря). Нефть обнаружена на дне Чёрного и Берингова морей.
Почти вся нефтяная отрасль России находится в ведении частных компаний («Лукойл», «Татнефть»).
Нефтяная промышленность занимается добычей и транспортировкой нефти, а также добычей попутного газа. Россия располагает довольно большими разведанными запасами нефти (около 8 % общемировых — шестое место в мире).
Более всего изучены и освоены ресурсы Волго-Уральской нефтегазоносной провинции. Здесь находятся крупные месторождения: Ромашкинское — в Республике Татарстан, Шкаповское и Туймазинское — в Башкирии, Мухановское — в Самарской обл. и др.
Основные ресурсы нефти сосредоточены в Западно-Сибирской нефтегазоносной провинции. С 1960 г. здесь оконтурены Шаимский, Сургутский и Нижневартовский нефтяные районы, где находятся такие крупные месторождения, как Самотлорское, Усть-Балыкское, Мегионское, Юганское, Холмогорское, Варьегонское и др.
Продолжается формирование Тимано-Печорской нефтяной базы, крупнейшее месторождение — Усинское. Здесь добывается тяжелая нефть (шахтным способом) — ценнейшее сырье для производства низкотемпературных масел, необходимых для работы механизмов в суровых климатических условиях.
Нефть найдена и в других районах России: на Северном Кавказе, в Прикаспийской низменности, на о. Сахалин, в шельфовых зонах Баренцева, Карского, Охотского, Каспийского морей.
Добыча нефти сосредоточена в трех важнейших нефтегазоносных провинциях, которые вместе дают свыше 9/10 всей российской нефти, в том числе на Западно-Сибирскую провинцию приходится более 2/3, на Волго-Уральскую — около 1/4 суммарной добычи.
Приватизация объектов нефтегазового комплекса раздробила прежде единую централизованно управляемую государственную систему. Частные нефтяные компании завладели производственными объектами и национальным богатством страны — нефтяными месторождениями и их запасами. В российском нефтяном комплексе 17 компаний. Среди них самые крупные — «ЛУКОЙЛ» (18,7 % добычи нефти РФ), ТНК (18,5 %), «Роснефть» (15,6 %), «Сургутнефтегаз» (13,6 %).
Продвижение добычи в восточные районы и на север европейской части остро ставит проблему транспортировки нефти. Наиболее эффективным средством для этого в России являются трубопроводы (см. главу «Транспортный комплекс»). Развитие сети нефтепроводов способствует дальнейшему приближению переработки нефти к местам потребления нефтепродуктов.
Нефтегазоперерабатывающая промышленность занимается первичной переработкой попутного газа нефтяных месторождений и размещается в крупных центрах нефтедобычи — Сургут, Нижневартовск, Альметьевск, Ухта. Однако самыми мощными центрами газопереработки в России являются центры газоконденсатных месторождений — Оренбург и Астрахань.
Размещение предприятий нефтеперерабатывающей промышленности зависит от размеров потребления нефтепродуктов в разных районах, техники переработки и транспортировки нефти, территориальных соотношений между ресурсами и местами потребления жидкого топлива.
В настоящее время насчитывается 28 нефтеперерабатывающих заводов (НПЗ) общей мощностью 300 млн т в год. Почти 90 % мощностей нефтеперерабатывающей промышленности размещается в европейской части России, что объясняется её преимущественным тяготением к потребителю: транспортировать сырую нефть по трубопроводам дешевле, чем перевозить нефтепродукты, причем технологический процесс нефтепереработки водоемок, поэтому большая часть НПЗ страны размещены на Волге и её притоках (Волгоград, Саратов, Нижний Новгород, Ярославль), вдоль трасс и на концах нефтепроводов (Туапсе, Рязань, Москва, Кириши, Омск, Ачинск, Ангарск, Комсомольск-на-Амуре), а также в пунктах с выгодным транспортно-географическим положением (Хабаровск). Значительное количество нефти перерабатывается и в местах её добычи: Уфа, Салават, Самара, Пермь, Ухта, Краснодар.
В настоящее время на рынке нефти и нефтепродуктов в России доминирующее положение занимают несколько нефтяных компаний с вертикально-интегрированной структурой (ВИНК), которые осуществляют добычу и переработку нефти, а также реализацию нефтепродуктов, как крупным оптом, так и через собственную снабженческо-сбытовую сеть. Ситуация на рынке нефтепродуктов полностью зависит от стратегии нефтяных компаний, формирующейся под воздействием цен на нефть, товарной структуры и географии спроса. В собственности ВИНК находятся более 70 % перерабатывающих мощностей страны. Наибольшими установленными мощностями к началу 2010 года располагали компании «Роснефть» и «ЛУКОЙЛ», они же являются лидерами по объёмам переработки нефти, 49,6 млн тонн и 44,3 млн тонн соответственно. В сумме это почти 40 % переработанного в России сырья.
В 2009 году на российские НПЗ поступило 238 млн тонн нефти; это составило 49,8 % добытого в стране сырья и менее 7 % объёма нефтепереработки в мире. Практически вся нефть переработана на 28 основных НПЗ, на долю мини-НПЗ пришлось 2,8 % российской нефтепереработки. Производство основных нефтепродуктов в 2009 году составило 176 млн т, в том числе ВИНК произвели 155 млн тонн основных нефтепродуктов, ОАО «Газпром» — 3,9 млн тонн. Независимые компании произвели 57,5 млн тонн нефтепродуктов.
В 2011 году были заключены трёхсторонние модернизационные соглашения (нефтекомпаний, правительства и ФАС), которые оговаривают, что к 2015 году в России будет производиться около 180 млн тонн светлых нефтепродуктов. В соглашениях было заявлено, что в ходе модернизации НПЗ на период до 2020 года нефтяными компаниями будет реализована реконструкция и строительство 124 установок вторичных процессов на НПЗ. По состоянию на весну 2012 года велись работы по реконструкции и строительству 40 установок, ввод в эксплуатацию которых планируется осуществить в период 2013—2015 годов; строительство установок вторичных процессов, ввод в эксплуатацию которых запланирован на 2016—2020 годы, в основном находился на стадии планирования либо базового проектирования.
В 2012 году нефтеперерабатывающая промышленность России поставила рекорд по объёмам переработки нефти за последние 20 лет и впервые за последние пять-шесть лет избежала осеннего кризиса на рынке бензина.

### Угольная промышленность
Угольная промышленность занимается добычей и первичной переработкой (обогащением) каменного и бурого угля и является самой крупной отраслью топливной промышленности по численности рабочих и стоимости производственных основных фондов.
Россия располагает разнообразными типами углей — бурыми, каменными, антрацитами — и по запасам занимает одно из ведущих мест в мире. Общие геологические запасы угля составляют 6421 млрд т, из них кондиционные — 5334 млрд т. Свыше 2/3 общих запасов приходится на каменные угли. Технологическое топливо — коксующиеся угли — составляют 1/10 от общего количества каменных углей.
Распределение углей по территории страны крайне неравномерно. 95 % запасов приходится на восточные регионы, из них более 60 % — на Сибирь. Основная часть общегеологических запасов угля сосредоточена в Тунгусском и Ленском бассейнах. По промышленным запасам угля выделяются Канско-Ачинский и Кузнецкий бассейны.
По объёмам добычи угля Россия занимает пятое место в мире (после Китая, США, Индии и Австралии), 3/4 добываемого угля используется для производства энергии и тепла, 1/4 — в металлургии и химической промышленности. На экспорт идет небольшая часть, в основном в Японию и Республику Корея.
Открытая добыча угля в России составляет 2/3 общего объёма. Этот способ добычи считается наиболее производительным и дешевым. Однако при этом не учитываются связанные с ним сильные нарушения природы — создание глубоких карьеров и обширных отвалов вскрышных пород. Шахтная добыча дороже и отличается высокой аварийностью, что во многом определяется изношенностью горного оборудования (40 % его устарело и требует срочной модернизации).
Роль того или иного угольного бассейна в территориальном разделении труда зависит от качества углей, размера запасов, технико-экономических показателей добычи, степени подготовленности запасов для промышленной эксплуатации, размеров добычи, особенностей транспортно-географического положения. По совокупности этих условий резко выделяются межрайонные угольные базы — Кузнецкий и Канско-Ачинский бассейны, на которые суммарно приходится 70 % добычи угля в России, а также Печорский, Донецкий, Иркутско-Черемховский и Южно-Якутский бассейны.
Кузнецкий бассейн, расположенный на юге Западной Сибири в Кемеровской области, является главной угольной базой страны и обеспечивает половину общероссийской добычи угля. Здесь залегает каменный уголь высокого качества, в том числе коксующийся. Почти 12 % добычи осуществляется открытым способом. Главными центрами являются Новокузнецк, Кемерово, Прокопьевск, Анжеро-Судженск, Белово, Ленинск-Кузнецкий.
Канско-Ачинский бассейн расположен на юге Восточной Сибири в Красноярском крае вдоль Транссибирской магистрали и дает 12 % добычи угля в России. Бурый уголь этого бассейна является самым дешевым в стране, поскольку добыча осуществляется открытым способом. Из-за низкого качества уголь малотранспортабелен и поэтому на базе крупнейших разрезов (Ирша-Бородинского, Назаровского, Березовского) действуют мощные тепловые электростанции.
Печорский бассейн является крупнейшим в европейской части и дает 4 % добычи угля в стране. Он удален от важнейших промышленных центров и находится в Заполярье, добыча ведется только шахтным способом. В северной части бассейна (Воркутинское, Воргашорское месторождения) добывают коксующиеся угли, в южной (Интинское месторождение) — преимущественно энергетические. Основными потребителями печорского угля являются Череповецкий металлургический завод, предприятия Северо-Запада, Центра и Центрального Черноземья.
Донецкий бассейн в Ростовской области является восточной частью каменноугольного бассейна, расположенного на Украине. Это один из старейших районов добычи угля. Шахтный способ добычи обусловил высокую себестоимость угля. Добыча угля с каждым годом сокращается и в 2007 г. бассейн дал лишь 2,4 % общероссийской добычи.
Иркутско-Черемховский бассейн в Иркутской области обеспечивает низкую себестоимость угля, так как добыча осуществляется открытым способом и дает 3,4 % угля в стране. Из-за большой удаленности от крупных потребителей используется на местных электростанциях.
Южно-Якутский бассейн (3,9 % общероссийской добычи) находится на Дальнем Востоке. Располагает значительными запасами энергетического и технологического топлива, причем вся добыча ведется открытым способом.
К перспективным угольным бассейнам относятся Ленский, Тунгусский и Таймырский, расположенные за Енисеем к северу от 60-й параллели. Они занимают обширные пространства в слабоосвоенных и малообжитых районах Восточной Сибири и Дальнего Востока.
Параллельно с созданием угольных баз межрайонного значения шло широкое освоение местных угольных бассейнов, что дало возможность приблизить добычу угля к районам его потребления. При этом в западных регионах России добыча угля сокращается (Подмосковный бассейн), а в восточных — резко возрастает (месторождения Новосибирской области, Забайкальского края, Приморья.
В 2011 году в России было добыто 336 млн тонн угля. В начале 2012 года отмечалось, что добыча российского угля за последние десять лет увеличилась примерно на четверть, объём его экспорта — почти в 3 раза.
Основной регион добычи угля в России — Кузбасс, на долю которого приходится около 60 % угледобычи в стране.

## Природные ресурсы
По предварительным данным, в 2009 году в России было открыто 74 месторождения нефти и газа, с локализацией 7,2 млрд тонн условного топлива всех углеводородов, что на 14 % больше, чем в 2008 году.

## Прогнозы
В октябре 2011 года замминистра энергетики России Анатолий Яновский заявил, что к 2020 году ежегодная добыча нефти в России будет достигать 500—520 млн тонн при экспорте в 270 млн тонн; по газу ожидается увеличение добычи 850 млрд кубометров при экспорте около 300 млрд кубометров в год.

### Проблемы развития топливной промышленности
1. Повышение себестоимости топлива из-за смещения центров добычи нефти и газа в районы Крайнего Севера.
2. Истощение запасов и отсутствие геолого-разведочных и поисковых работ.
3. Закрытие нерентабельных шахт, приводящее к массовой безработице в этой отрасли и увеличению социальной напряженности.
4. Износ добывающего оборудования.

### Карты
- Карта месторождений топливно-энергетических полезных ископаемых на территории бывшего СССР

### Прочее
- Нефтегазодобывающая и нефтеперерабатывающая промышленность: тенденции и прогнозы
- Обложки журнала «ТЭК России»
- Аналитический бюллетень «НЕФТЕГАЗОДОБЫВАЮЩАЯ И НЕФТЕПЕРЕРАБАТЫВАЮЩАЯ ПРОМЫШЛЕННОСТЬ: ТЕНДЕНЦИИ И ПРОГНОЗЫ». ВЫПУСК № 1. ИТОГИ 2010 ГОДА // РИА Новости, 2011
- Чем гордимся: новая экономика
- Топливные короли
- Рейтинг богатейших нефтегазовых стран
- Добыча, налоги… Есть повод для тревоги. 16 ноября 2010
- ТЭК 360
- В. П. Дронов, В. Я. Ром География России: население и хозяйство. 9 класс.
- В. П. Дронов, И. И. Баринова, В. Я. Ром, А. А. Лобжанидзе География России: хозяйство и географические районы. 9 класс.